# Pujol dels Llops
El Pujol dels Llops és una muntanya de 179 metres que es troba al municipi de Castellet i la Gornal, a la comarca de l'Alt Penedès.